# Willy Van Der Meeren

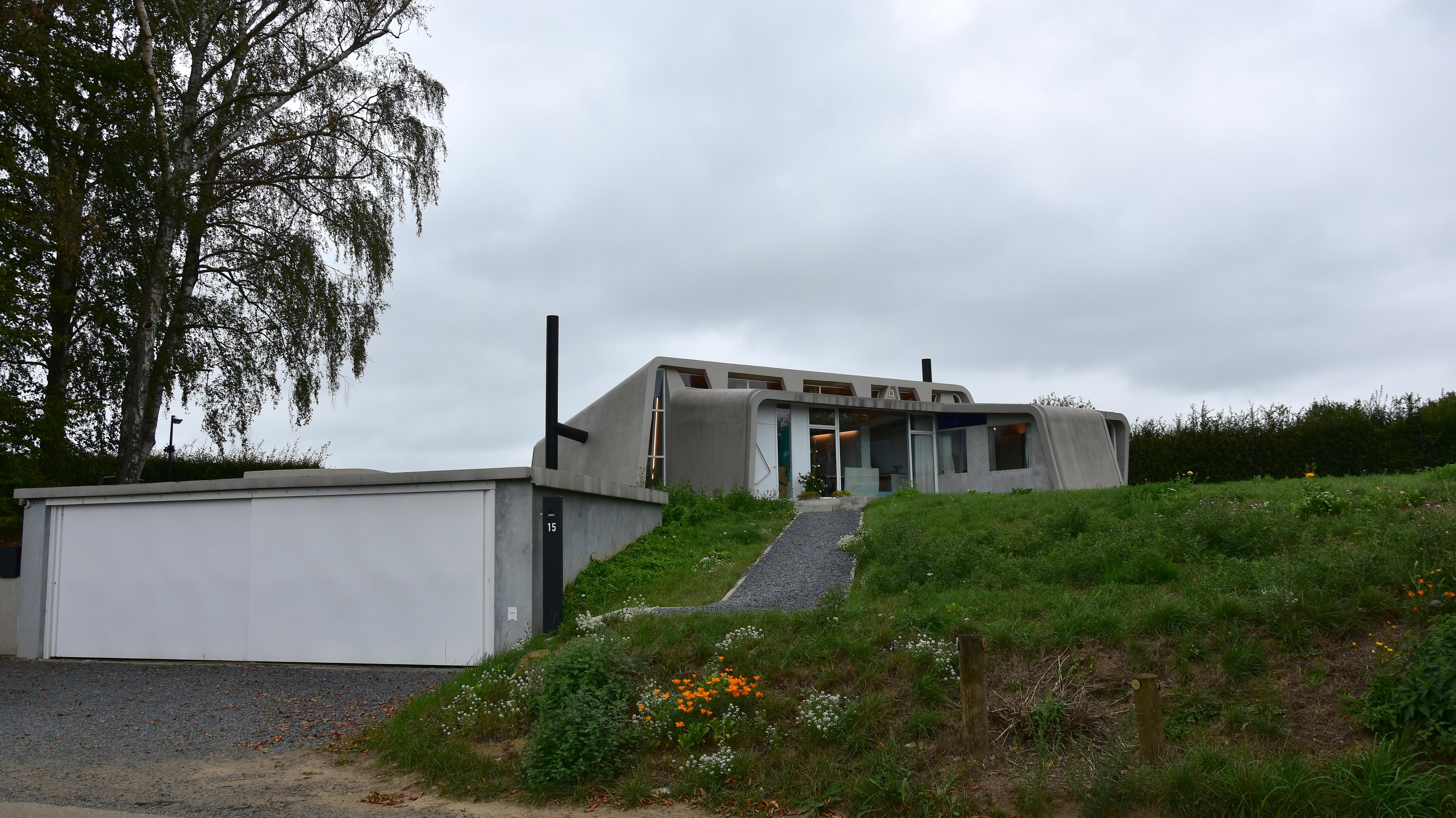
Het modernistisch woonhuis in Sint-Martens-Lennik, ontworpen in 1962 voor de schrijver Maurice Roelants

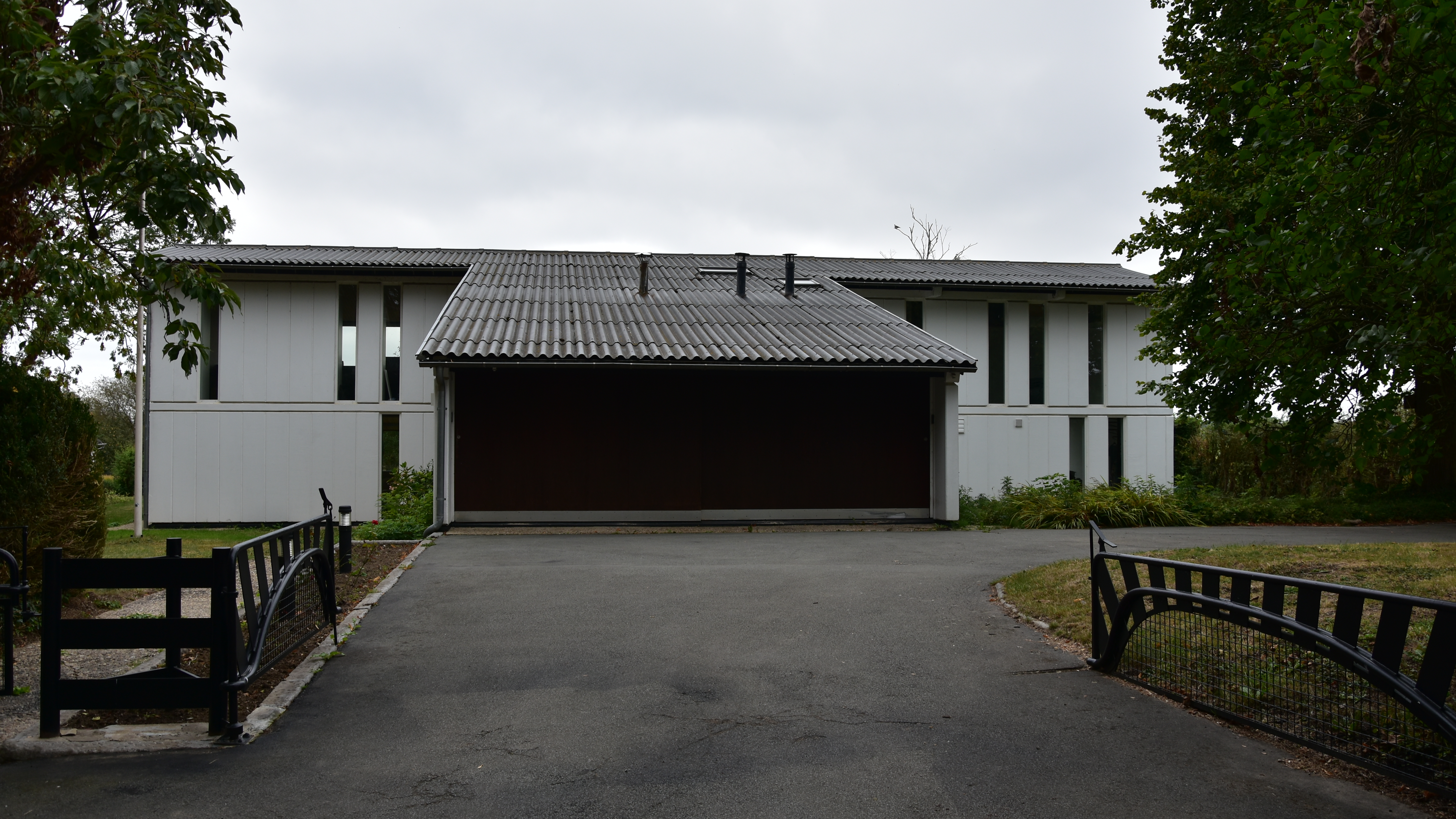
Het modernistisch woonhuis Gordts met tuin - Tombergstraat 43 Sint-Martens-Lennik

Willy Van Der Meeren (1923 – 2002) was een Belgische architect. 

## Levensloop
Van Der Meeren volgde in 1942 aanvankelijk de opleiding geneeskunde aan de Katholieke Universiteit Leuven. Na één jaar brak hij deze opleiding echter af en besloot hij architectuur te gaan studeren. Hij schreef zich in 1943 in aan de Académie de Bruxelles, maar al snel ontdekte hij dat zijn modernistisch denken niet strookte met de attitude binnen dit instituut. Hierdoor zag hij zich in 1944 genoodzaakt zijn opleiding voort te zetten aan Ter Kameren. Hier werd hij omringd door de belangrijkste Belgische modernisten van de twintigste eeuw.
Typerend voor Van Der Meeren was zijn belangstelling voor de constructie en massaproductie, en zijn sociale bewogenheid (een van de beginselen van Ter Kameren was dat architectuur een zaak voor de massa is, en niet voor het individu). Hij wordt tevens beschouwd als een van de belangrijkste Belgische meubelontwerpers van de naoorlogse periode.

## EGKS-huis/CECA-huis
De sociale woningbouw van Van Der Meeren wordt gekenmerkt door onder andere een grote constructieve helderheid en functionaliteit maar ook door een bijzondere aandacht voor het gemeenschapsleven en de mogelijkheid tot het personaliseren van wooneenheden. Een mooi voorbeeld is het EGKS-huis dat hij samen met Leon Palm heeft ontwikkeld voor de Europese Gemeenschap voor Kolen en Staal. In de jaren vijftig was er nog steeds een grote nood aan nieuwe woningen. Noch de katholieke “Wet De Taeye”, noch de socialistische “Wet Brunfaut” kon een antwoord geven aan het enorme huisvestingsprobleem.
In 1954 hield Leon Palm een lezing met als titel Immorele verkwisting bij de bouw van “goedkope woningen” waarin hij verklaarde een woning te kunnen bouwen voor de prijs van een Ford. Palm werd uitgedaagd, maar omdat hij geen ervaring had met ‘goed en goedkoop bouwen in grote aantallen’, deed hij een beroep op Willy Van Der Meeren. Een maand later stelden ze hun prototype van een geprefabriceerde woning succesvol tentoon op de zesde Internationale Jaarbeurs in Luik. De Europese Gemeenschap voor Kolen en Staal vroeg hun het prototype daadwerkelijk uit te voeren.
Het succes kwam voornamelijk door de lage kostprijs, 148000 frank (3670 euro). Dit was ongeveer de helft van een traditionele De Taeye-woning. De architecten zijn uitgegaan van een ideaal woonvolume van circa 250 m³ bestaande uit twee bouwlagen van 2,5 m hoog op een vierkante plattegrond van 7 x 7. Pas daarna hebben zij de woning ingedeeld waarbij volledig werd afgestapt van de klassieke indeling met een onverwarmde entree-traphal, een beste kamer aan de voorzijde en een apart toilet. In het open plan van het EGKS-huis werd het gelijkvloers ingenomen door een ruime "woonkamer" waarin keuken, zit- en eetkamer samenkomen. De "goede kamer" werd vervangen door een berg- en knutselruimte die ook langs buiten toegankelijk was en daardoor eveneens als garage kon gebruikt worden. De open, opgehangen trap werd in zithoek geplaatst. De bovenverdieping bevatte drie slaapkamers en een badkamer met toilet van elkaar gescheiden door geprefabriceerde wandkasten. Het hele huis werd verwarmd door één centraal opgestelde kachel waarvan de straling het gelijkvloers verwarmde en de opstijgende warme lucht de bovenverdieping. De woning kon gebouwd worden in minder dan drie weken dankzij het eenvoudige opbouwsysteem en de doorgedreven prefabricatie. De geprefabriceerde onderdelen kwamen volledig afgewerkt aan op de bouwplaats wat een behoorlijke tijd- en kostbesparing tot gevolg had.
Omdat de EGKS-woning in de eerste plaats mikte op de huisvesting van Waalse staal- en mijnarbeiders werd het portiek in staal uitgevoerd en niet in beton en werkte de kachel op kolen. De hoeveelheid kolen was afgestemd op de hoeveelheid die een mijnwerker maandelijks in natura kreeg uitbetaald. De woning werd tentoongesteld met meubilair ontworpen door Van Der Meeren en uitgevoerd door het Vilvoordse meubelbedrijf Tubax.

## Sociale wooncomplex "Ieder Zijn Huis"
In 1952 kreeg de jonge Willy Van Der Meeren door de toenmalige burgemeester van Evere, Franz Guillaume, de opdracht toegewezen voor het ontwerpen van een sociale woonblok voor de organisatie Ieder Zijn Huis. Het appartementsgebouw zou goed zijn voor 105 wooneenheden. Franz Guillaume wou met deze constructie ingaan tegen de katholieke overheersing op het stedenbouwkundig uiterlijk in zijn gemeente; en daarbij in het ganse naoorlogse België. Hij vond de inspiratie voor deze opdracht in de hoogbouw van de Franse architect Le Corbusier. Zo vroeg hij in eerste instantie zelfs aan Le Corbusier om het ontwerp op zich te willen nemen, maar deze bedankte voor de opdracht. Dit mede doordat Le Corbusier reeds de nodige negatieve ervaringen in België opgedaan met zijn ingezonden ontwerp voor de architectuurwedstrijd ter ontwikkeling van de linker Scheldoever in Antwerpen.
De voorbereidingen voor de bouw liepen echter de nodige vertragingen op. Zo kon de Nationale Maatschappij voor Goedkope Woningen zich niet vinden in de moderne en revolutionaire bouwtechnieken die Willy Van Der Meeren wenste aan te wenden. Daarenboven stegen de bouwprijzen in België enorm in de aanloop naar expo '58, waardoor het beschikbare budget niet meer voldoende was. Hierdoor zou het tot in 1962 duren vooraleer het gebouw werd opgeleverd. 

### Indeling
Het appartementsgebouw dat Willy Van Der Meeren ontwierp telt 15 verschillende niveaus. 
| Niveau      | Functie(s) |
| ----------- | --- |
| 0           | Ingang en technische ruimtes. |
| 1           | Ingang, mortuarium en stallingen voor de bewoners. |
| 2           | Een kleine vergaderzaal, een technische galerij (in de langsrichting) en stallingen voor de bewoners. |
| 3 t.e.m. 14 | 105 appartementen verdeeld over 12 niveaus, waarvan 72 appartementen ontsloten door 4 galerijen, 33 appartementen gesitueerd aan de kopzijden van het gebouw en één appartement voor de conciërge (net boven de centrale verwarmingsinstallatie). |
| 15          | Een toegankelijk dakniveau met een droogplaats voor de was, de nodige wasplaatsen en de technische installatie van de liften. |

### Constructie
De dragende constructie van het gebouw werd opgetrokken in prefabricatie elementen. Deze elementen waren van gewapend beton en werden gegoten in een metalen bekisting zodat zij hun kenmerkend gladde uiterlijk bekwamen. 
Geprefabriceerde weefsels gaven in deze periode veel aanleiding tot scheurvorming in de zone van verbindingsvoegen. Hiervoor bedachten de architecten Willy Van Der Meeren en Leon Palm in samenwerking met ingenieur M. Smets een oplossing. Zo werd de voeg in het profiel van het welfsel geaccentueerd. Deze techniek werd helemaal op punten gezet tussen 1953 en 1954, en zou later een veelvuldig gebruik kennen in andere gebouwen.  
Er werden drie soorten geprefabriceerde gevelelementen in gewapend beton gebruikt voor de constructie van deze hoogbouw. Deze gevelelementen werden allen in ééndezelfde mal gegoten. Hierdoor kon de kostprijs van de constructie enorm gedrukt worden. De gevelpanelen hielden desondanks rekening met een maximum aan dillatiemogelijkheden. De benodigde openingen voor o.a. ramen hebben allen standaardafmetingen. 
Intern werden er twee soorten prefabricatie trappen aangewend. Het eerste type werd gebruikt voor de trappen in de gemeenschappelijke traphallen, het tweede type voor de trappen in de wooneenheden zelf.

### Woonconcept
De appartementen werden ontworpen rond de verticale schachten voor de leidingen en andere nutsvoorzieningen. De keuken, de badkamer en het toilet werden gegroepeerd rond deze schachten. 
Kenmerkend, en uniek voor deze periode, is dat er geen afzonderlijk dag- en nachtgedeelte werd voorzien. De kamers (van de kinderen) geven zo uit op de primaire leefruimte. 

### Trivia
In de hoogbouw werd door Willy Van Der Meeren de nodige ruimte gelaten voor de inbreng van artiesten. Zo werden er muurschilderingen aangebracht van de hand van Jo Delahaut en Tuerlinckx. Werd een betonnen buitenbeeldhouwwerk van Rik Poot geplaatst. En bepaalde kunstschilder Van Saenen het coloriet voor de traphallen en galerijen.

### Renovatie
In 2007 schreef de organisatie Beliris een ontwerpwedstrijd uit voor de renovatie van de hoogbouw Ieder Zijn Huis. Deze renovatie was goed voor 12,7 miljoen euro en zou na afloop 103 van de 105 wooneenheden behouden. Deze werken, uitgevoerd door CEI-De Meyer onder coördinatie van architecte Charlotte Nys van studiebureau Origin, gingen in oktober 2012 van start en werden begin 2015 afgerond.

## Verdere werken
- Woning Fontyn in `s-Gravenwezel (1966-1968)
- Woning Weyers in Laken (1964-1965)
- Woning Valckenaers in Keerbergen (1964)
- Woning De Hollander in Brussegem-Meise (1964)
- Woning Maurice Roelants in Sint-Martens-Lennik (1962)
- Woning Gordts in Sint-Martens-Lennik (1961)
- Wooncomplex "Vierwindenbinnenhof" met architectenwoning Willy Van Der Meeren in Moorsel (1955)
- Sociaal wooncomplex "Ieder Zijn Huis" in Evere (1952-1962)
- Woning Leerschool in Aarschot (1961)
- Woning Leclercq - Van Damme in Leuven (1962)
- Sociale woningen "Esdoornenhof" in Kraainem (1959)
- Woning Catrysse en Moelants, Baron Albert d'Huartlaan 129b (nu sterk verbouwd) (1959) [2]
- Woning Julien Weverbergh in Teralfene (1958)
- Sociale woningen "Dennenoord" in Kraainem (1955, 1957)
- Woning Moureau in Brussel (1952)
- Demeffe Flats in Oudergem (Zwartkeeltjeslaan 53 in de Vogelzangwijk) (1951)
- Woning Van Den Ryn in Jezus-Eik (1951)
- Woning Gillet in Watermaal-Bosvoorde (1950)
- Studentenkoten op Campus Etterbeek (1973)

- Digitale Bibliotheek voor de Nederlandse Letteren: meer286
- Gemeinsame Normdatei: 122317777
- International Standard Name Identifier: 0000 0000 7865 7775
- Library of Congress Control Number: nb2009011234
- Nederlandse Thesaurus van Auteursnamen: 239935934
- RKD-Nederlands Instituut voor Kunstgeschiedenis: 79230
- Système universitaire de documentation: 131835491
- Union List of Artist Names: 500244605
- Virtual International Authority File: 59963129
- WorldCat: E39PBJhd69dB4ybTXpyPykd84q